# Neuville-aux-Bois (Loiret)
Pour les articles homonymes, voir Neuville.
Ne doit pas être confondu avec La Neuville-aux-Bois ou Neuville-au-Bois.
Neuville-aux-Bois est une commune française située dans le département du Loiret, en région Centre-Val de Loire.
La commune constitue à elle seule l'unité urbaine de Neuville-aux-Bois.

## Géographie

### Localisation

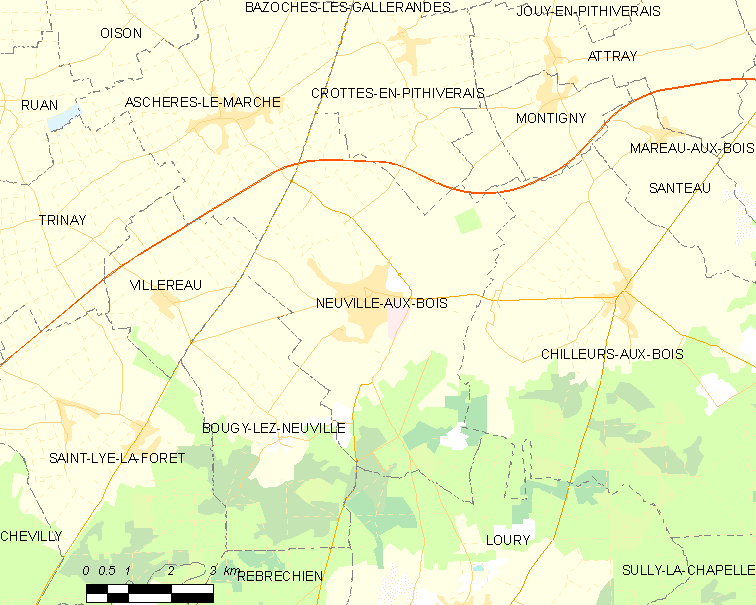
Carte de la commune de Neuville-aux-Bois (Loiret) et des communes limitrophes.

La commune de Neuville-aux-Bois se trouve dans le quadrant nord-ouest du département du Loiret, 
à 21,4 km (à vol d'oiseau) au nord-est de sa préfecture Orléans,,
dans la région agricole de la Beauce riche et l'aire urbaine d'Orléans.
Les communes les plus proches sont : Bougy-lez-Neuville (3,9 km), Villereau (4,6 km), Aschères-le-Marché (5,4 km), Chilleurs-aux-Bois (6 km), Saint-Lyé-la-Forêt (6,1 km), Crottes-en-Pithiverais (6,1 km), Montigny (6,3 km), Attray (7,3 km), Trinay (7,5 km) et Loury (8,1 km).

### Géologie et relief

#### Géologie
La commune se situe dans le sud du Bassin parisien, le plus grand des trois bassins sédimentaires français. Cette vaste dépression, occupée dans le passé par des mers peu profondes et des lacs, a été comblée, au fur et à mesure que son socle s’affaissait, par des sables et des argiles, issus de l’érosion des reliefs alentours, ainsi que des calcaires d’origine biologique, formant ainsi une succession de couches géologiques.
Les couches affleurantes sur le territoire communal sont constituées de formations superficielles du Quaternaire et de roches sédimentaires datant du Cénozoïque, l'ère géologique la plus récente sur l'échelle des temps géologiques, débutant il y a 66 millions d'années. La formation la plus ancienne est de la marne de Blamont remontant à l’époque Miocène de la période Néogène. La formation la plus récente est des alluvions et colluvions du fond des vallées secondaires remontant à l’époque Holocène de la période Quaternaire. Le descriptif de ces couches est détaillé dans  les feuilles « n°327 - Neuville-aux-Bois » et « n°363 - Orléans » de la carte géologique au 1/50 000ème du département du Loiret, et leurs notices associées,.

Carte géologique de la commune.

|  | FC : | alluvions et colluvions du fond des vallées secondaires, Holocène |

|  | qOE : | Limons et Loess, Quaternaire |

|  | m3-p1SASo : | sables et argiles de Sologne, Langhien supérieur à Pliocène inférieur |
|  | m2MSO :     | marnes et sables de l'Orléanais, Burdigalien                          |
|  | m2MCO :     | marnes et calcaires de l'Orléanais, Burdigalien                       |
|  | m1MBl :     | marne de Blamont, Aquitanien                                          |

#### Relief
La superficie cadastrale de la commune publiée par l’Insee, qui sert de références dans toutes les statistiques, est de 31,74 km2,. La superficie géographique, issue de la BD Topo, composante du Référentiel à grande échelle produit par l'IGN, est quant à elle de 31,71 km2. Son relief est relativement plat puisque la dénivelée maximale atteint 24 mètres. L'altitude du territoire varie entre 118 m et 142 m.

### Hydrographie

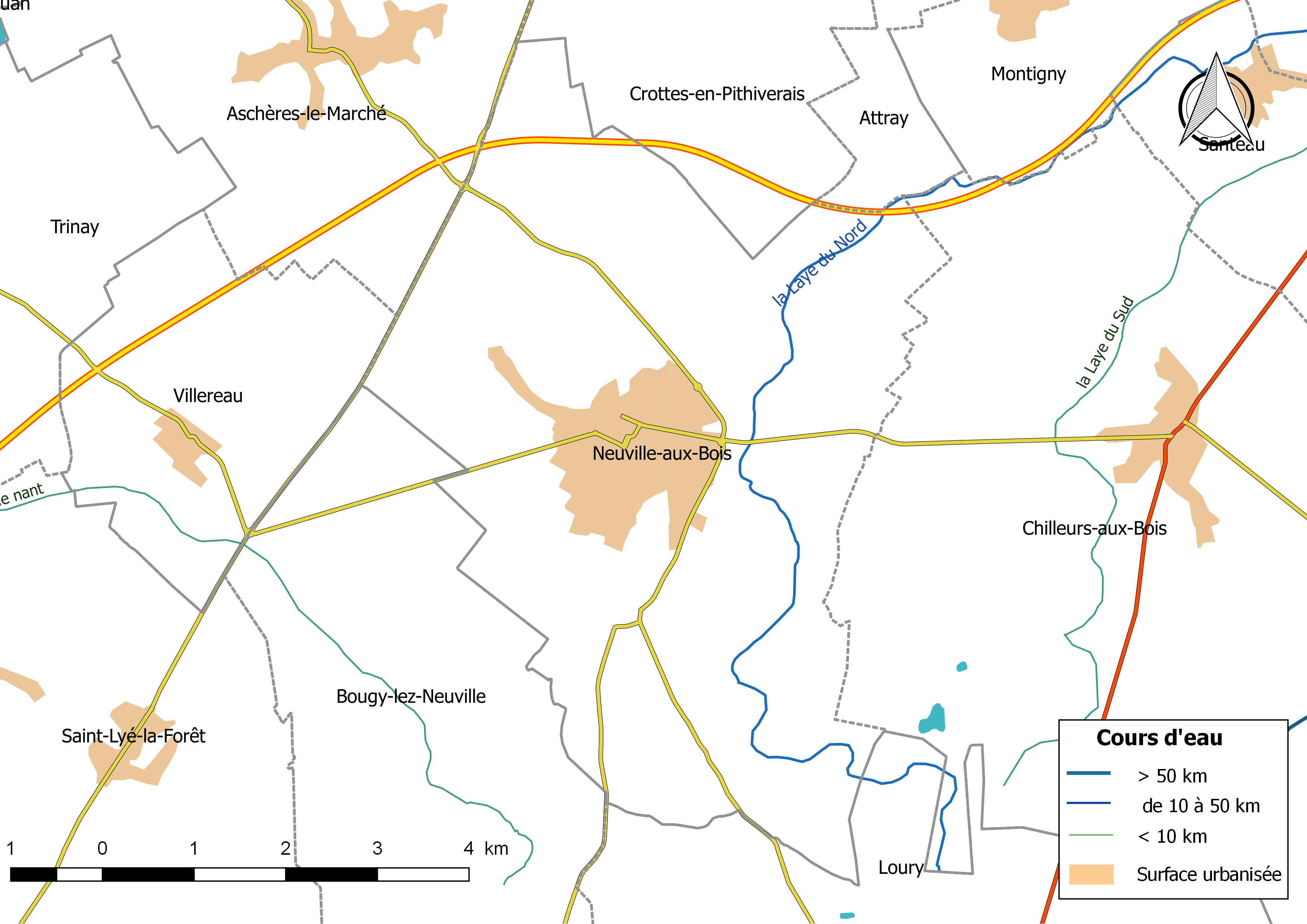
Réseau hydrographique de Neuville-aux-Bois.

Le réseau hydrographique communal, d'une longueur totale de 9,21 km est constitué d'un seul cours d'eau, la Laye du Nord (9,207 km), qui coule du sud vers le nord à l'est du bourg. La Laye du Nord, d'une longueur totale de 19,2 km, prend sa source dans la commune de Chilleurs-aux-Bois et se jette  dans l'Essonne à Escrennes, après avoir traversé 7 communes. Sur le plan piscicole, la Laye du Nord est classée en deuxième catégorie piscicole. L'espèce biologique dominante est constituée essentiellement de poissons blancs (cyprinidés) et de carnassiers (brochet, sandre et perche).

## Histoire

### Sites occupés sur plusieurs grandes périodes
Site de la « Rue Verte » : du Paléolithique au XXe siècle
Ce site a fait l'objet d'un diagnostic archéologique en 2017 avant l'extension de la ZAC au lieu-dit La Rue Verte, vers la D 11 à l'est du bourg. Il a livré des outils lithiques du Paléolithique et Néolithique indiquant une occupation ancienne à proximité. Il a aussi livré des traces d'occupation depuis la Protohistoire (IIe siècle av. J.-C.) jusqu'à l'époque actuelle.
Pendant la Protohistoire, le site est occupé au second âge du Fer (la Tène, IIe – Ier siècle av. J.-C.) par un établissement rural formé de deux enclos fossoyés emboîtés, d'une superficie totale estimée à 1,19 ha. Dans ces enclos se trouvent des fosses et des trous de poteaux. À l’extérieur, un fossé marquant peut-être des parcelles vient se raccorder à l'angle nord-est de l'enclos.
L'Antiquité voit un autre établissement rural, de type ferme, dans la partie ouest du site du Ier au IVe siècle. Il est formé d'un enclos fossoyé d’une centaine de mètres de côtés, qui inclut de l'habitat et des structures liées aux activités agropastorales : une structure de combustion (four, séchoir ?), une cave, un cellier potentiel et une mare probable.
Après plusieurs siècles de non-occupation, des voies bordées de fossés sont aménagées et deux ensembles d'habitat s'installent le long de ces voies de passage pendant la première moitié du XIVe siècle. Mais cette implantation est d'assez courte durée et le terrain est remis en culture à la fin du Moyen-Âge ; des crêtes de labours se forment.
Dès le XVIIe siècle un nouvel habitat s'installe dans la partie sud du site, puis un autre un peu plus au nord. L'un est une petite ferme, l'autre établissement est plus important et inclut un moulin à vent. Tous ces bâtiments sont détruits à la fin du XIXe siècle. Le terrain reste tel quel jusqu'aux remembrements et aménagements de la seconde moitié du XXe siècle.
Site de la « rue Garde » : de la Protohistoire au Moyen-Âge
Ce site se structure en trois zones différentes.
Il inclut une occupation de la transition entre l'âge du bronze et l'âge du fer ; et une importante occupation médiévale du Xe au XIIIe siècle. Cette dernière déborde au delà du site : sa concentration principale s'étendre le long de la rue Garde et le long de l'avenue du Maréchal Foch. Elle inclut des fonds de cabane donc certains sont assez profonds pour suggérer des caves. De nombreux silos et petites fosses ont livré du mobilier, dont deux squelettes complets de mammifères, vraisemblablement des cervidés. Mais hormis celui lié aux fonds de cabane et aux silos, le mobilier est peu abondant et ne permet pas de rattacher des structures à l'une ou l'autre période principale d'occupation du site.

### Préhistoire
Des objets du Néolithique ont été retrouvés sur la commune[précision nécessaire], dont certains au site de « la Rue Verte » (voir ci-dessus).

### Antiquité
Site de « la Grande Route » : La Tène
Le site gaulois de « La Grande Route », le long de la route départementale 97, est parmi les sites remarquables mis au jour lors des fouilles préventives menées par l'INRAP avant la construction de l'autoroute A19. Ce site celtique est daté principalement de deux périodes du second âge du fer (culture de La Tène) : l'une vers  450 avant notre ère (Ve), l'autre à la fin du IIe siècle et dans le courant du Ier siècle avant notre ère. Il a livré un ensemble agricole incluant enclos, fossés, bâtiments légers et greniers, 15 silos, et grandes fosses souterraines de stockage hermétiquement closes pour assurer une atmosphère confinée aux céréales engrangées,,. 

Sept des quinze silos ont été réutilisés comme lieux de sépulture, dont six contiennent un seul squelette ; le septième contenait deux individus déposés successivement. Ces tombes ont livré le squelette d'une femme parée d'un torque et de deux bracelets (ces trois objets en bon état mais non décorés), un dépôt incluant un gobelet et un bracelet métalliques (ce dernier décoré), les quatre membres d'un cheval soigneusement mis en scène et un cochon entier,. Ces dépôts élaborés indiquent l'utilisation des silos comme un lieu d'offrandes (les « silos offrandes ») pour des sépultures à forte valeur symbolique et sociale,.
Outre l'approfondissement des connaissances sur les sépultures en silo, le site permet d'étudier l'évolution des modalités de stockage entre La Tène A et La Tène C2,.

### Époque gallo-romaine
L'occupation romaine est attestée par de nombreux sites (une dizaine).

### Moyen Âge
Site de l'église Saint-Symphorien : du début du haut Moyen Âge à aujourd'hui
Lors de la restauration de l'église Saint-Symphorien sur 500 m2, une fouille archéologique (principalement de petits sondages) a été pratiquée sur une surface réduite à 123 m2. 
Ce secteur a été continuellement occupé depuis le début du haut Moyen Âge jusqu'à aujourd'hui. Ce sont d'abord des silos dans la seconde moitié du VIIe siècle - mais l'occupation existe probablement dès les Ve – VIe siècle. 

Puis des tombes sont mises au jour, liées à une église mentionnée dans les textes dès 956-972 mais non retrouvée lors de cette fouille.
La première construction connue date du début du XIe siècle ; elle est précédée d'un nivellement général du sol. Des inhumations se trouvent dans et hors du bâtiment, et des activités domestiques et/ou agricoles à proximité. 

L'église est, semble-t-il, reconstruite dans la seconde moitié du XIVe siècle ; mais elle est détruite dès la fin du XVe siècle et est brièvement entourée d'un fossé de défense. Des tombes sont toujours présentes à l'intérieur comme à l'extérieur. 
La construction de l'église actuelle débute dans la décennie 1490 et dure pendant le premier tiers du XVIe siècle. L'installation de nouvelles tombes cesse avec le déplacement du cimetière hors de la ville en 1809.
La première mention du village remonte à 979 sous le nom de Novilla. Une église y est édifiée au XIIe siècle par des bénédictins. L'appellation Neuville-aux-Loges précède son nom actuel.[réf. nécessaire]

### Époque moderne
Elle est chef-lieu du district de Neuville de 1790 à 1795.

### XIXesiècle
Le 24 novembre 1870, durant la guerre franco-allemande, eurent lieu les combats de Chilleurs, Ladon, Boiscommun, Neuville-aux-Bois et Maizières ou furent engagés le 29e régiment de marche,, le 44e régiment de marche, le 7e régiment de chasseurs à cheval, du 2e régiment de marche de lanciers,du 67e régiment provisoire composé de la garde nationale mobile de la Haute-Loire et du 2e bataillon de la garde nationale mobile de la Corse.
La ligne de chemin de fer Orléans-Malesherbes, inaugurée le 18 août 1872 et fermée aux voyageurs le 4 octobre 1969 desservait Neuville-aux-Bois. Elle reste occasionnellement utilisée pour le fret.

### XXesiècle
Entre le 29 janvier et le 8 février 1939, plus de 2 800 réfugiés espagnols fuyant l'effondrement de la république espagnole devant les troupes de Franco, arrivent dans le Loiret. Devant l'insuffisance des structures d'accueil d’Orléans, 46 centres d’accueil ruraux sont ouverts, dont un à Neuville-aux-Bois. Les réfugiés, essentiellement des femmes et des enfants (les hommes sont désarmés et retenus dans le Sud de la France), sont soumis à une quarantaine stricte, vaccinés, le courrier est limité, et le ravitaillement, s'il est peu varié et cuisiné à la française, est cependant assuré. Une partie des réfugiés rentrent en Espagne, incités par le gouvernement français qui facilite les conditions du retour, ceux préférant rester sont regroupés au camp de la verrerie des Aydes, à Fleury-les-Aubrais.

### Climat
Pour des articles plus généraux, voir Climat du Centre-Val de Loire et Climat du Loiret.
En 2010, le climat de la commune est de type climat océanique dégradé des plaines du Centre et du Nord, selon une étude du CNRS s'appuyant sur une série de données couvrant la période 1971-2000. En 2020, Météo-France publie une typologie des climats de la France métropolitaine dans laquelle la commune est exposée à un climat océanique altéré et est dans une zone de transition entre les régions climatiques « Sud-ouest du bassin Parisien » et « Moyenne vallée de la Loire ».
Pour la période 1971-2000, la température annuelle moyenne est de 10,7 °C, avec une amplitude thermique annuelle de 15,4 °C. Le cumul annuel moyen de précipitations est de 672 mm, avec 10,6 jours de précipitations en janvier et 7,3 jours en juillet. Pour la période 1991-2020, la température moyenne annuelle observée sur la station météorologique de Météo-France la plus proche, sur la commune de Loury à 8 km à vol d'oiseau, est de 11,8 °C et le cumul annuel moyen de précipitations est de 757,1 mm,. Pour l'avenir, les paramètres climatiques de la commune estimés pour 2050 selon différents scénarios d'émission de gaz à effet de serre sont consultables sur un site dédié publié par Météo-France en novembre 2022.

## Urbanisme

### Typologie
Au 1er janvier 2024, Neuville-aux-Bois est catégorisée bourg rural, selon la nouvelle grille communale de densité à sept niveaux définie par l'Insee en 2022.
Elle appartient à l'unité urbaine de Neuville-aux-Bois, une unité urbaine monocommunale constituant une ville isolée,. Par ailleurs la commune fait partie de l'aire d'attraction d'Orléans, dont elle est une commune de la couronne,. Cette aire, qui regroupe 136 communes, est catégorisée dans les aires de 200 000 à moins de 700 000 habitants,.

### Occupation des sols
L'occupation des sols de la commune, telle qu'elle ressort de la base de données européenne d’occupation biophysique des sols Corine Land Cover (CLC), est marquée par l'importance des territoires agricoles (70 % en 2018), en diminution par rapport à 1990 (73,3 %). La répartition détaillée en 2018 est la suivante : 
terres arables (67 %), forêts (17,8 %), zones urbanisées (7,1 %), milieux à végétation arbustive et/ou herbacée (2,7 %), zones industrielles ou commerciales et réseaux de communication (2,4 %), prairies (1,8 %), zones agricoles hétérogènes (1,1 %).
L'évolution de l’occupation des sols de la commune et de ses infrastructures peut être observée sur les différentes représentations cartographiques du territoire : la carte de Cassini (XVIIIe siècle), la carte d'état-major (1820-1866) et les cartes ou photos aériennes de l'IGN pour la période actuelle (1950 à aujourd'hui).

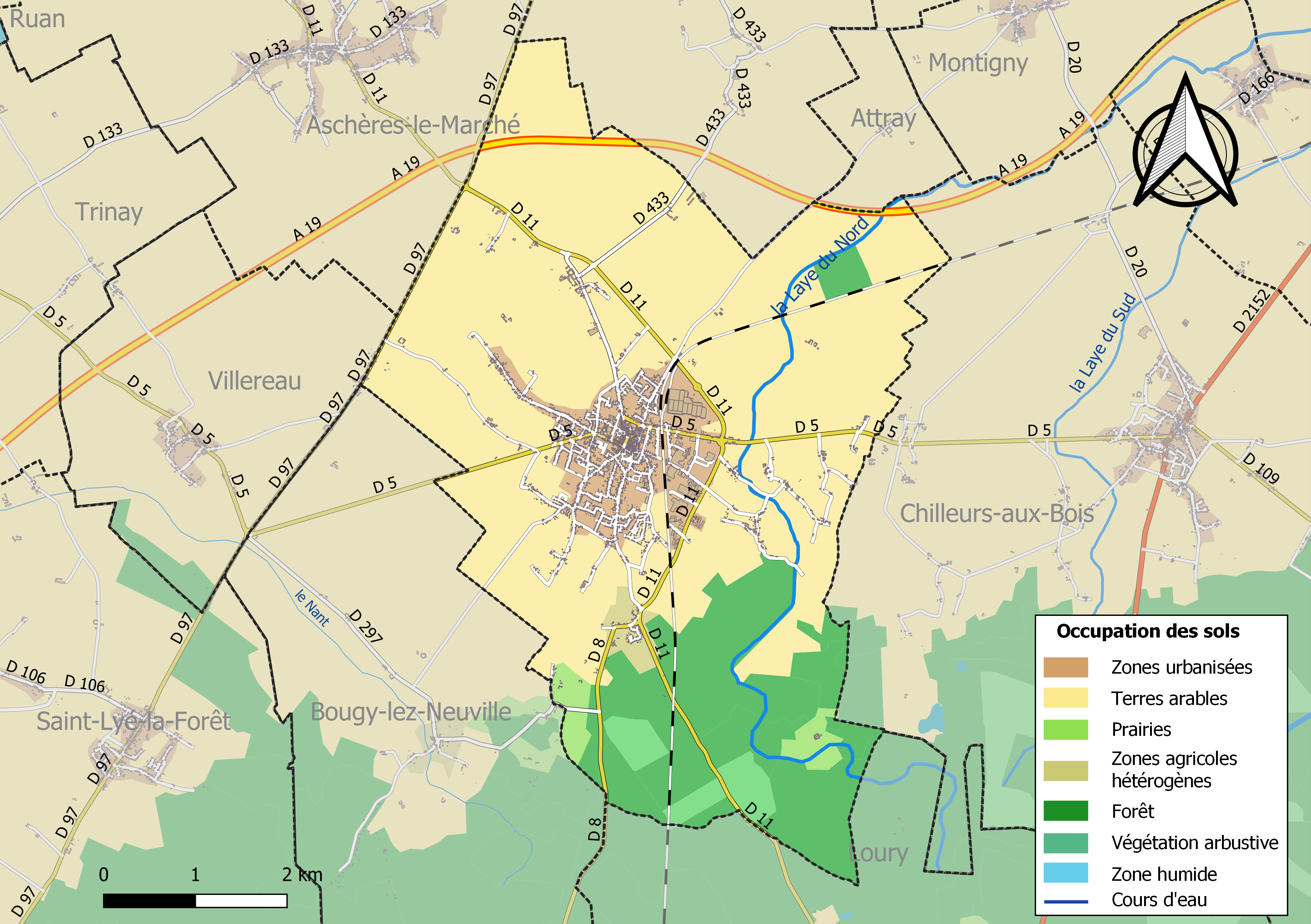
Carte des infrastructures et de l'occupation des sols de la commune en 2018 (CLC).
Carte orthophotographique de la commune en 2016.

### Planification

#### Plan local d'urbanisme
La commune prescrit l'élaboration d'un plan d'occupation des sols en août 1971. Le document est approuvé en novembre 1972 puis révisé en juin 1987 et décembre 1998.
La loi relative à la solidarité et au renouvellement urbains du 13 décembre 2000, dite loi SRU, complétée par la loi urbanisme et habitat du 2 juillet 2003, marque une évolution de la planification urbaine en créant notamment les plans locaux d’urbanisme (PLU), vecteurs de projets de territoire, appelés à se substituer progressivement aux plans d’occupation des sols. Le PLU contient deux éléments nouveaux par rapport au POS : le plan d'aménagement et de développement durable (PADD), qui exprime le projet de la ville par des orientations générales en matière d'urbanisme, de développement, d'équipement et de préservation de l'environnement et les orientations d'aménagement et de programmation (OAP) qui correspondent à des zooms qui peuvent porter sur des quartiers ou secteurs à mettre en valeur, réhabiliter, restructurer ou aménager, ou sur l'aménagement d'un espace public, etc. Dans ce cadre le conseil municipal prescrit la révision du plan d’occupation des sols et sa transformation en plan local d'urbanisme le 25 avril 2005. Après une enquête publique qui se déroule en décembre 2009, le document est approuvé le 30 mars 2010,.

#### Documents d'orientations intercommunaux
La commune est membre du pays Forêt d'Orléans - Val de Loire, qui regroupe 32 communes. En 2012 les Pays Forêt d'Orléans Val de Loire, Loire Beauce et Sologne Val-sud sont les seuls territoires du département du Loiret ne disposant pas de schéma de cohérence territoriale (SCoT). Compte tenu  de l'intérêt de cet outil pour l'avenir des territoires, les élus de ces pays décident d'engager une démarche commune d'élaboration de SCoT. Le comité syndical du Pays Forêt d'Orléans - Val de Loire décide de prendre le 8 octobre 2015 la compétence « élaboration, gestion et suivi du Schéma de Cohérence Territoriale » et, après avis favorable conforme des différentes communes membres (le 7 décembre 2015 pour Neuville-aux-Bois), le préfet approuve la modification des statuts en ce sens le 19 février 2016. Les trois SCoT sont lancés officiellement et simultanément à La Ferté-Saint-Aubin le 21 juin 2014, l'assistance à maîtrise d'ouvrage étant confiée à un seul bureau d'études. Après étude et concertation de 2014 à 2017, le document doit être approuvé en 2018.

### Voies de communication et transports

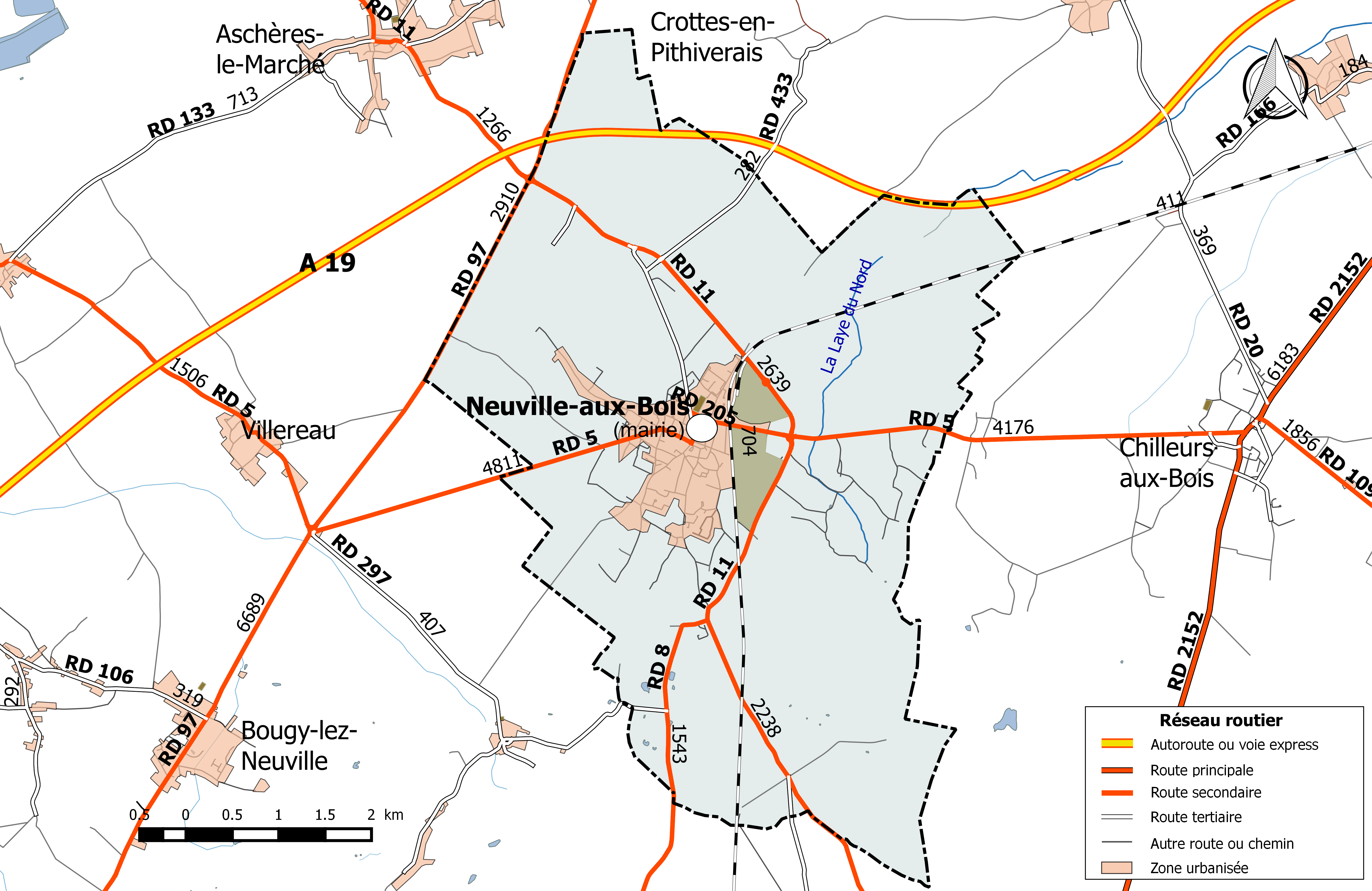
Réseau routier principal de la commune de Neuville-aux-Bois (avec indication du trafic routier 2014).

#### Infrastructures routières
La commune est traversée par l'autoroute A19 et quatre routes départementales : la RD 5 (4 811 véhicules/jour en 2014), qui relie Patay à Chilleurs-aux-Bois, 
la RD 8 (1 543 véhicules/jour), qui relie le bourg à Chécy, 
la RD 11 (2 238 véhicules/jour), qui relie Tigy à Tivernon
la RD 97 (2 910 véhicules/jour), qui relie Orléans à Pannecières et constitue une limite séparative avec Aschères-le-Marché et Villereau.
L'autoroute A19, mise en service en 2009,  traverse également la commune dans sa partie nord, mais n'a aucun échange avec son territoire. L'accès le plus proche à cette autoroute est le diffuseur de Beaune-la-Rolande, situé à 15 km sur la commune d'Auxy et constituant la sortie n°6.
Complétant ces voies, la commune est sillonnée de plusieurs voies communales et chemins ruraux  desservant ses fermes et hameaux et les bourgs environnants.

#### Transports en commun routiers
En 2016, Neuville-aux-Bois est desservie par la ligne régulière no 20 du réseau d'autocars interurbains Ulys qui relie Pithiviers - Chilleurs-aux-Bois - Neuville-aux-Bois - Saint-Lyé-la-Forêt - Orléans. Des correspondances SNCF sont assurées à la gare d'Orléans et TAO et Transbeauce à la Gare routière d'Orléans. À compter du 1er janvier 2017, la compétence des services de transports routiers interurbains, réguliers et à la demande est transférée des départements aux régions, et donc localement du département du Loiret à la région Centre-Val de Loire, consécutivement à la loi NOTRe du 7 août 2015. Dans ce cadre le Réseau de mobilité interurbaine « Rémi » remplace chacun des réseaux départementaux et en particulier le réseau Ulys dans le Loiret et  entre en service à compter de la rentrée scolaire du 4 septembre 2017.

#### Infrastructures ferroviaires
La commune est traversée par la ligne des Aubrais - Orléans à Malesherbes qui est fermée au trafic voyageurs depuis 1969 et sur laquelle circule encore du fret ferroviaire.

### Risques majeurs
La commune de Neuville-aux-Bois est vulnérable à différents aléas naturels : climatiques (hiver exceptionnel ou canicule), mouvements de terrains ou sismique (sismicité très faible). Elle est également exposée à un risque technologique : le risque de transport de matières dangereuses. 
Entre 1989 et 2019, cinq arrêtés ministériels ayant porté reconnaissance de catastrophe naturelle ont été pris pour le territoire de la commune  : deux  pour des inondations et coulées de boues et trois pour des mouvements de terrains.

#### Risques naturels
Le territoire de la commune peut être concerné par un risque d'effondrement de cavités souterraines non connues. Une cartographie départementale de l'inventaire des cavités souterraines et des désordres de surface a été réalisée. Il a été recensé sur la commune plusieurs effondrements de cavités.
Par ailleurs, le sol du territoire communal peut faire l'objet de mouvements de terrain liés à la sècheresse. Le phénomène de retrait-gonflement des argiles est la conséquence d'un changement d'humidité des sols argileux. Les argiles sont capables de fixer l'eau disponible mais aussi de la perdre en se rétractant en cas de sècheresse. Ce phénomène peut provoquer des dégâts très importants sur les constructions (fissures, déformations des ouvertures) pouvant rendre inhabitables certains locaux. Celui-ci a particulièrement affecté le Loiret après la canicule de l'été 2003. Une grande partie du territoire de la commune est soumise à un aléa « moyen » face à ce risque, selon l'échelle définie par le Bureau de recherches géologiques et minières (BRGM).
Depuis le 22 octobre 2010, la France dispose d’un nouveau zonage sismique divisant le territoire national en cinq zones de sismicité croissante. La commune, à l’instar de l’ensemble du département,  est concernée par un risque très faible.

#### Risques technologiques
La commune est exposée au risque de transport de matières dangereuses, en raison du passage sur son territoire d'une canalisation de gaz et d'un itinéraire routier structurant supportant un fort trafic (l'autoroute A19),.

## Politique et administration

### Découpage territorial

#### Bloc communal: commune et intercommunalités
La paroisse de Neuville acquiert le statut de municipalité avec le  décret du 12 novembre 1789 de l'Assemblée Nationale puis celui de « commune », au sens de l'administration territoriale actuelle, par le décret de la Convention nationale du 10 brumaire an II (31 octobre 1793). Il faut toutefois attendre la loi du 5 avril 1884 sur l'organisation municipale pour qu'un régime juridique uniforme soit défini pour toutes les communes de France, point de départ de l’affirmation progressive des communes face au pouvoir central.
Aucun événement de restructuration majeure du territoire, de type suppression, cession ou réception de territoire, n'a affecté la commune depuis sa création.
La commune est membre de la Communauté de communes de la Forêt depuis sa création le 31 décembre 1998.

#### Personnalités élues par circonscription électorale de rattachement
Au-delà du maire, premier magistrat administrant la commune, les personnalités élues dont le mandat est relatif à une collectivité à laquelle est rattachée la commune de Neuville-aux-Bois et représentant donc le territoire communal au sein de chacune de ces collectivités  sont les suivantes :
| Élections       | Élections                     | Circonscription électorale         | Élu de la circonscription       | Élu de la circonscription | Élu de la circonscription | Élu de la circonscription |
| Niveau          | Type                          | Circonscription électorale         | Titre                           | Nom                       | Début de mandat           | Fin de mandat             |
| --------------- | ----------------------------- | ---------------------------------- | ------------------------------- | ------------------------- | ------------------------- | ------------------------- |
| Groupe communal | Municipales et communautaires | Commune de Neuville-aux-Bois       | Maire                           | Michel Martin             | 2014                      | 2020                      |
| Groupe communal | Municipales et communautaires | Communauté de communes de la Forêt | Président de l'intercommunalité | Marie-Claude Donnat       | ?                         | 2020                      |
| Département     | Départementales               | Canton de Pithiviers               | Conseillère départementale      | Marianne Dubois           | 29 mars 2015              | 2021                      |
| Département     | Départementales               | Canton de Pithiviers               | Conseiller départemental        | Marc Gaudet               | 29 mars 2015              | 2021                      |
| Région          | Régionales                    | Région Centre-Val de Loire         | Président du conseil régional   | François Bonneau          | 18 décembre 2015          | 2021                      |
| Pays            | Législatives                  | 5e circonscription                 | Députée                         | Marianne Dubois           | 18 juin 2017              | juin 2022                 |

#### Circonscriptions de rattachement
Sous l'Ancien Régime, à la veille des États généraux de 1789, la paroisse de Neuville était rattachée sur le plan ecclésiastique à l'ancien diocèse d'Orléans, sur le plan judiciaire au bailliage d'Orléans, sur le plan militaire au gouvernement d'Orléans et sur le plan administratif à la généralité d'Orléans, élection d'Orléans.
La loi du 22 décembre 1789 divise le pays en 83 départements découpés chacun en six à neuf districts eux-mêmes découpés en cantons regroupant des communes. Les districts, tout comme les départements, sont le siège d’une administration d’État et constituent à ce titre des circonscriptions administratives. La commune de Neuville est alors incluse dans le canton de Neuville, le district de Neuville et le département du Loiret.
La recherche d’un équilibre entre la volonté d’organiser une administration dont les cadres permettent l’exécution et le contrôle des lois d’une part, et la volonté d’accorder une certaine autonomie aux collectivités de base (paroisses, bourgs, villes) d’autre part, s’étale de 1789 à 1838. Les découpages territoriaux évoluent ensuite au gré des réformes visant à décentraliser ou recentraliser l'action de l'État. La régionalisation fonctionnelle des services de l'État (1945-1971) aboutit à la création de régions. L'acte I de la décentralisation de 1982-1983 constitue une étape importante en donnant l'autonomie aux collectivités territoriales, régions, départements et communes. L'acte II intervient en 2003-2006, puis l'acte III en 2012-2015.
Le tableau suivant présente les rattachements, au niveau infra-départemental, de la commune de Neuville-aux-Bois aux différentes circonscriptions administratives et électorales ainsi que l'historique de l'évolution de leurs territoires.
| Circonscription             | Nom                | Période   | Type                         | Évolution du découpage territorial |
| --------------------------- | ------------------ | --------- | ---------------------------- | --- |
| District                    | Neuville           | 1790-1795 | Administrative               | La commune est rattachée au district de Neuville de 1790 à 1795,. La Constitution du 5 fructidor an III, appliquée à partir de vendémiaire an IV (1795) supprime les districts, rouages administratifs liés à la Terreur, mais maintient les cantons qui acquièrent dès lors plus d'importance. |
| Canton                      | Neuville           | 1790-1801 | Administrative et électorale | Le 10 février 1790, la municipalité de Neuville est rattachée au canton de Neuville,. Les cantons sont supprimés, en tant que découpage administratif, par une loi du 26 juin 1793, et ne conservent qu'un rôle électoral. Ils permettent l’élection des électeurs du second degré chargés de désigner les députés. Les cantons acquièrent une fonction administrative avec la disparition des districts en 1795. |
| Canton                      | Neuville           | 1801-2015 | Administrative et électorale | Sous le Consulat, un redécoupage territorial visant à réduire le nombre de justices de paix ramène le nombre de cantons dans le Loiret de 59 à 31. Neuville est alors rattachée par arrêté du 9 vendémiaire an X (30 septembre 1801) au canton de Neuville, sous le nom de Neuville,. |
| Canton                      | Pithiviers         | 2015-     | Électorale                   | La loi du 17 mai 2013 et ses décrets d'application publiés en février et mars 2014 introduisent un nouveau découpage territorial pour les élections départementales. La commune est alors rattachée au nouveau canton de Pithiviers. Depuis cette réforme, plus aucun service de l'État n'exerce sa compétence sur un territoire s'appuyant sur le nouveau découpage cantonal. Le canton a disparu en tant que circonscription administrative de l'État ; il est désormais uniquement une circonscription électorale dédiée à l'élection d'un binôme de conseillers départementaux siégeant au conseil départemental. |
| Arrondissement              | Orléans            | 1801-     | Administrative               | Neuville est rattachée à l'arrondissement d'Orléans depuis sa création en 1801,. |
| Circonscription législative | 5e circonscription | 2010-     | Électorale                   | Lors du découpage législatif de 1986, le nombre de circonscriptions législatives passe dans le Loiret de 4 à 5. Un nouveau redécoupage intervient en 2010 avec la loi du 23 février 2010. En attribuant un siège de député « par tranche » de 125 000 habitants, le nombre de circonscriptions par département varie désormais de 1 à 21,. Dans le Loiret, le nombre de circonscriptions passe de cinq à six. La réforme n'affecte pas Neuville-aux-Bois qui reste rattachée à la cinquième circonscription. |

#### Collectivités de rattachement
La commune de Neuville-aux-Bois est rattachée au département du Loiret et à la région Centre-Val de Loire, à la fois circonscriptions administratives de l'État et collectivités territoriales.

### Politique et administration municipales

#### Conseil municipal et maire
Depuis les élections municipales de 2014, le conseil municipal de Neuville-aux-Bois, commune de plus de 1 000 habitants, est élu au scrutin proportionnel de liste à deux tours (sans aucune modification possible de la liste), pour un mandat de six ans renouvelable. Il est composé de 27 membres. L'exécutif communal est constitué par le maire, élu par le conseil municipal, parmi ses membres, pour un mandat de six ans, c'est-à-dire pour la durée du mandat du conseil.
À noter que cette commune, ayant pourtant une taille relativement petite, a vu deux de ses maires devenir parlementaires : Kléber Malécot, ancien sénateur du Loiret et Marianne Dubois, ancienne députée du Loiret.

### Liste des maires
| Période                                  | Période   | Identité         | Étiquette                | Qualité |
| ---------------------------------------- | --------- | ---------------- | ------------------------ | --- |
| octobre 1947                             | juin 1995 | Kléber Malécot   | MRP puis CD puis UDF-CDS | Chef d'entreprise Sénateur (1974-2001) Conseiller général (1958-1994) Président du conseil général du Loiret (1979-1994) |
| juin 1995                                | mars 2001 | Michel Martin    | DVD                      | |
| mars 2001                                | mars 2008 | Marianne Dubois  | DVD puis UMP             | Députée de la 5e circonscription du Loiret (depuis 2009) Présidente de la communauté de communes de la Forêt (2004-2008) |
| mars 2008                                | juin 2020 | Michel Martin    | DVG                      | Retraité |
| juin 2020                                | En cours  | Patrick Hardouin | DVG                      | Technicien en Informatique                                                                                               |
| Les données manquantes sont à compléter. |           |                  |                          | |

## Équipements et services

### Environnement

#### Gestion des déchets
Au 31 décembre 2016, la commune est membre du SIRTOM de la région d'Artenay (SIRTOMRA), créé en 1971. Celui-ci assure la collecte et le traitement des ordures ménagères résiduelles en porte à porte, des emballages ménagers recyclables en porte à porte ou en points d’apport volontaire, du verre en points d’apport volontaire et des papiers en points d’apport volontaire. Un réseau de quatre déchèteries, dont une est située sur le territorie communal, accueille les encombrants et autres déchets spécifiques (déchets verts, déchets dangereux, gravats, ferraille, cartons…).
L'élimination et la valorisation énergétique des déchets sont effectuées dans l'outil de traitement appelé BEGEVAL, installé à Pithiviers et géré par le syndicat de traitement Beauce Gâtinais Valorisation (BGV) qui regroupe le territoire des trois syndicats de collecte : SMETOM, SITOMAP et SIRTOMRA. Cet outil est composé d’un centre de valorisation matière qui trie les emballages issus de la collecte sélective, les journaux-magazines et les cartons de déchèteries, et d’un centre de valorisation énergétique qui incinère les ordures ménagères résiduelles et le tout-venant incinérable des déchèteries ainsi que les refus du centre de tri.
Depuis le 1er janvier 2017, la « gestion des déchets ménagers » ne fait plus partie des compétences de la commune mais est une compétence obligatoire de la communauté de communes de la Forêt en application de la loi NOTRe du 7 août 2015.

#### Production et distribution d'eau
Le service public d’eau potable est une compétence obligatoire des communes depuis l’adoption de la loi du 30 décembre 2006 sur l’eau et les milieux aquatiques. Au 31 décembre 2016, la production et la distribution de l'eau potable sur le territoire communal sont assurées par la commune elle-même.
La loi NOTRe du 7 août 2015 prévoit que le transfert des compétences « eau et assainissement » vers les communautés de communes sera obligatoire à compter du 1er janvier 2020. Le transfert d’une compétence entraîne  de  facto  la  mise  à disposition  gratuite  de  plein droit des biens, équipements et services publics utilisés, à la date du transfert, pour l'exercice de ces compétences et la substitution de la communauté dans les droits et obligations des communes,.

#### Assainissement
La compétence assainissement, qui recouvre obligatoirement la collecte, le transport et l’épuration des eaux usées, l’élimination des boues produites, ainsi que le contrôle des raccordements aux réseaux publics de collecte, est assurée  par la commune elle-même.
La commune est raccordée à une station d'épuration située sur le territoire communal mise en service le 1er juin 2000 et dont la capacité nominale de traitement est de  8 200 EH, soit 2 540 m3/jour. Cet équipement utilise un procédé d'épuration biologique dit « à boues activées ». Son exploitation est assurée par Lyonnaise des Eaux Orléans,.
L’assainissement non collectif (ANC) désigne les installations individuelles de traitement des eaux domestiques qui ne sont pas desservies par un réseau public de collecte des eaux usées et qui doivent en conséquence traiter elles-mêmes leurs eaux usées avant de les rejeter dans le milieu naturel. En 2016, la communauté de communes de la Forêt assure le service public d'assainissement non collectif (SPANC), qui a pour mission de vérifier la bonne exécution des travaux de réalisation et de réhabilitation, ainsi que le bon fonctionnement et l’entretien des installations,.

## Population et société

### Démographie
L'évolution du nombre d'habitants est connue à travers les recensements de la population effectués dans la commune depuis 1793. Pour les communes de moins de 10 000 habitants, une enquête de recensement portant sur toute la population est réalisée tous les cinq ans, les populations de référence des années intermédiaires étant quant à elles estimées par interpolation ou extrapolation. Pour la commune, le premier recensement exhaustif entrant dans le cadre du nouveau dispositif a été réalisé en 2007.
En 2022, la commune comptait 4 984 habitants, en évolution de +8,56 % par rapport à 2016 (Loiret : +1,89 %, France hors Mayotte : +2,11 %).
| 1793  | 1800  | 1806  | 1821  | 1831  | 1836  | 1841  | 1846  | 1851  |
| ----- | ----- | ----- | ----- | ----- | ----- | ----- | ----- | ----- |
| 2 008 | 1 887 | 2 015 | 2 109 | 2 555 | 2 657 | 2 614 | 2 594 | 2 614 |

| 1856  | 1861  | 1866  | 1872  | 1876  | 1881  | 1886  | 1891  | 1896  |
| ----- | ----- | ----- | ----- | ----- | ----- | ----- | ----- | ----- |
| 2 625 | 2 575 | 2 668 | 2 711 | 2 712 | 2 776 | 2 722 | 2 513 | 2 532 |

| 1901  | 1906  | 1911  | 1921  | 1926  | 1931  | 1936  | 1946  | 1954  |
| ----- | ----- | ----- | ----- | ----- | ----- | ----- | ----- | ----- |
| 2 519 | 2 445 | 2 333 | 2 148 | 2 168 | 2 026 | 2 084 | 2 140 | 2 146 |

| 1962  | 1968  | 1975  | 1982  | 1990  | 1999  | 2006  | 2007  | 2012  |
| ----- | ----- | ----- | ----- | ----- | ----- | ----- | ----- | ----- |
| 2 396 | 2 809 | 3 288 | 3 593 | 3 870 | 3 874 | 3 989 | 4 005 | 4 228 |

| 2017  | 2022  | - | - | - | - | - | - | - |
| ----- | ----- | - | - | - | - | - | - | - |
| 4 714 | 4 984 | - | - | - | - | - | - | - |

## Culture locale et patrimoine

### Lieux et monuments

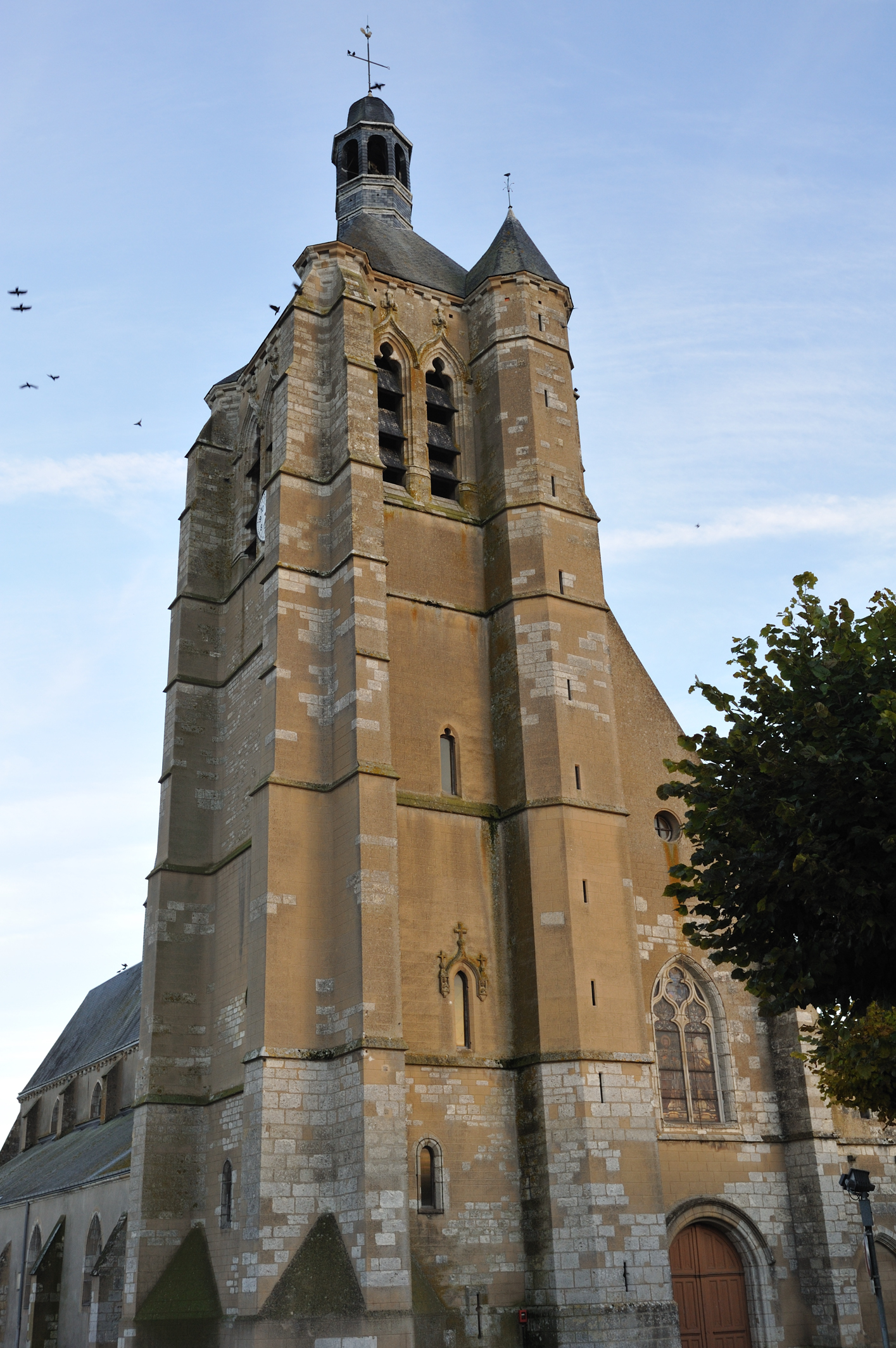
Le clocher de l'église.

- L’église Saint-Symphorien du XVe siècle, inscrite au titre des monuments historiques. Rare clocher fortifié de 45 m.

### Personnalités liées à la commune
- Désiré Lubin (1854-1929), peintre français, fut maire de Neuville-aux-Bois de 1919 à 1928.
- Kléber Malécot (1915-2008), homme politique français, né à Neuville-aux-Bois.
- François Maupu (1939-), évêque de Verdun, né à Neuville-aux-Bois.
- Augustin Legrand (1975-), comédien français et cofondateur de l'association Les Enfants de Don Quichotte, né à Neuville-aux-Bois.
- Damien Plessis (1988-), footballeur français né à Neuville-aux-Bois.
- Théau Courtès, pilote de VTT trial, 4e lors des Championnats du monde de VTT et de Trial 2011[123].
- Marianne Dubois (1957-), femme politique française, maire de la ville de 2001 à 2008, puis député de la 5e circonscription du Loiret depuis 2009.
- Xavier Beulin (1958-2017), agriculteur et syndicaliste français, ancien président de la FNSEA.

Depuis décembre 2017, l'école maternelle publique porte le nom de Karla Gérard, peintre illustratrice, et l'école élémentaire publique porte le nom du poète et auteur jeunesse belge Carl Norac, qui habite depuis une vingtaine d'années sur la commune,.

### Héraldique et devise
La devise de la ville est la suivante : Nova semper vetus numquam qui signifie toujours jeune, jamais vieux.
| Blason de Neuville-aux-Bois | Les armes de Neuville-aux-Bois se blasonnent ainsi : D'azur à la tour d'argent maçonnée et ouverte de sable. |

### Manifestations
- La foire aux Boudins, le premier week-end de septembre.
- Le championnat du Loiret de tractor pulling, le dernier dimanche d'août.
- La 19e étape du Tour de France 1973 a emprunté le territoire de la commune[126].

### Culture
Le cinémobile, une salle de cinéma itinérante, s'installe régulièrement dans la commune.

### Cadre de vie
La ville possède le label Ville fleurie, deux fleurs lui ont été attribuées par le conseil national des villes et villages fleuris de France au concours des villes et villages fleuris.